# The Bravery (musikalbum)
The Bravery är det självbetitlade debutalbumet från det New York-baserade indiebandet. Albumet släpptes i mars 2005. 
Första singeln från albumet, "An Honest Mistake", släpptes 28 februari 2005. På utgåvan som släpptes i Storbritannien, är bonusspåret "Hot Pursuit" med.

## Låtlista
Alla låtar är skrivna av Sam Endicott, om inget annat anges.
1. "An Honest Mistake" - 3:29
2. "No Brakes" - 3:04
3. "Fearless" - 3:06
4. "Tyrant" (Endicott, John Conway) 4:43
5. "Give In" - 2:48
6. "Swollen Summer" - 3:18
7. "Public Service Announcement" - 3:35
8. "Out Of Line" - 3:04
9. "Unconditional" - 3:19
10. "The Ring Song" - 3:25
11. "Rites Of Spring" - 3:21
12. "Hot Pursuit" (Endast på utgåvan som släpptes i Storbritannien)